# Cnemidophorus abaetensis
Cnemidophorus abaetensis är en ödleart som beskrevs av  Reis Dias ROCHA och VRCIBRADIC 2002. Cnemidophorus abaetensis ingår i släktet Cnemidophorus och familjen tejuödlor. Inga underarter finns listade i Catalogue of Life.